# Algonquin Hotel

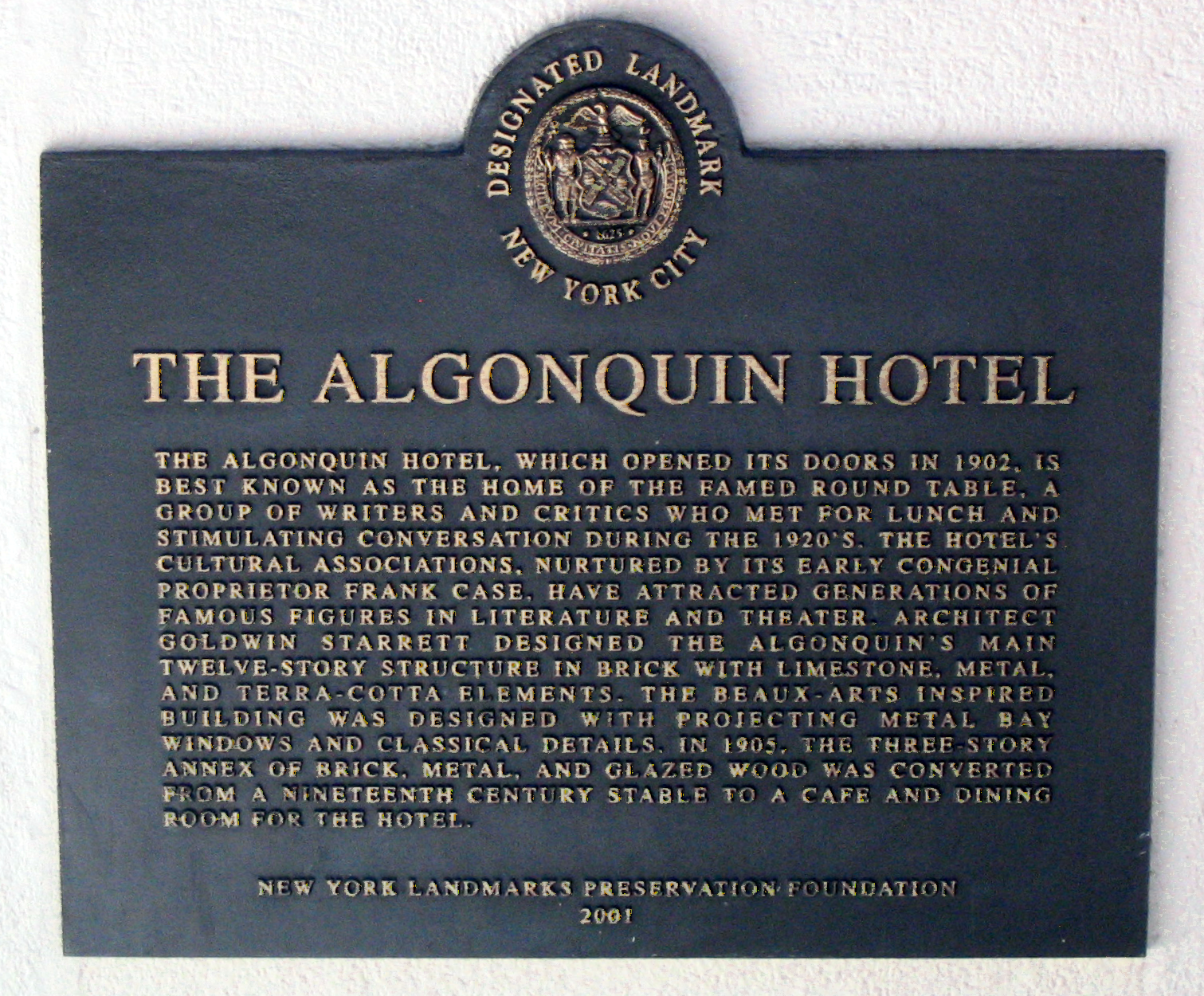
Tafel der New York Landmarks Preservation Foundation

Das Algonquin Hotel ist das älteste in Betrieb befindliche Hotel in New York City. Es befindet sich in der West 44th Street zwischen der Fifth Avenue und der Avenue of the Americas (Sixth) in Manhattan und hat die Adresse „59 West 44th Street“. Durch seine Lage nahe dem Theater District und verschiedenen Zeitungsredaktionen wurde das Hotel nach seiner Eröffnung im Jahr 1902 ein bevorzugter Treffpunkt für Künstler und Journalisten.

## Geschichte
Das Gebäude des Algonquin Hotels wurde von dem Architekten Goldwin Starrett, Partner des New Yorker Architekturbüros Starrett & van Vleck, entworfen. Das Algonquin wurde 1902 eröffnet und war zunächst als Apartment-Hotel konzipiert. Da sich jedoch zu wenige Mieter fanden, wurde es zu einem normalen Hotel umfunktioniert, dessen Name auf die Stämme der Algonkin zurückgeht. Der Hotelier Frank Case mietete das Algonquin im Jahr 1907. Im Jahr 1927 kaufte er das Grundstück für eine Million US-Dollar und führte das Hotel bis zu seinem Tod im Juni 1946.
Im Oktober 1946 erwarb Ben Bodne das Hotel für über eine Million US-Dollar und schenkte es seiner Frau. Bodne ließ das Hotel umfangreich renovieren. 1987 verkaufte er es an eine Gruppe japanischer Investoren. 2002 erwarb die Immobilieninvestitionsfirma Miller Global Properties das Hotel und veräußerte es nach einer drei Mio. US-Dollar teuren Renovierung im Jahr 2005 für angeblich 74 Mio. US-Dollar an das Unternehmen HEI Hotels & Resorts, welches das Algonquin Marriott International angliederte. Es ist Teil der Marke Marriott’s Autograph Collection.
Anfang 2012 wurde das Hotel aufgrund von erneuten Renovierungsarbeiten für fünf Monate geschlossen. Seit seiner Wiedereröffnung verfügt es über 156 Zimmer und 25 Suiten mit separaten Wohnbereichen. Trotz der zahlreichen Renovierungen ist das zeitgenössische Ambiente des Hotels weitgehend erhalten geblieben. Aufgrund der COVID-19-Pandemie in New York City war das Algonquin von März 2020 bis April 2021 geschlossen. Das Hotel erfuhr im Jahr 2022 durch den Architekten Stonehill Taylor eine weitere Renovierung, die unter anderem den Algonquin Round Table, die Blue Bar und den Oak Room betrafen. Der Oak Room ist ein bekannter Jazz- und Cabaret Auftrittsort.
1987 wurde das Algonquin Hotel in die Liste der National Historic Landmarks in New York City aufgenommen und 1996 wurde es zum Nationalen Literarischen Denkmal ernannt.

## The Algonquin Cat
Seit 1923 lebt immer eine Hauskatze als offizielle „Resident Cat“ in der Lobby von Algonquin. Die erste Katze hieß Billy. Seit 1938 werden die Kater „Hamlet“ und die weiblichen Tiere „Matilda“ genannt. Seit 2017 ist der orangefarbene Kater Hamlet VIII. die mittlerweile 12. Katze, die den Posten als zweiten Concierge innehat. Die Katzen durften sich bis vor einiger Zeit noch überall im Hotel bewegen, können sich aber zu ihrer eigenen Sicherheit mittels Halsband und Geofencing mittlerweile nur noch in der Lobby aufhalten. Die Katzen bekommen regelmäßig Fanpost.

## Algonquin Round Table
Ab Juni 1919 wurde das Hotel zum Treffpunkt der Algonquin Round Table, einer losen Gruppe von Journalisten, Literaten und Schauspielern, die sich dort regelmäßig trafen. Die Zusammenkünfte entwickelten sich für an die zehn Jahre zur fast täglichen Routine. Die Treffen und seine prominenten Teilnehmer sind der Grund, dass das Hotel mittlerweile zum Kulturerbe der Stadt New York gehört. Zum Kern der Künstler, die seinerzeit dort einkehrten, gehören Robert Benchley, Heywood Broun, Marc Connelly, Jane Grant, Ruth Hale, George S. Kaufman, Neysa McMein, Dorothy Parker, Harold Ross, Robert E. Sherwood, Al Hirshfeld und Alexander Woollcott.
An dem Gebäude befindet sich heute eine Gedenktafel mit einem Zitat des Theaterkritikers Brooks Atkinson: „Die Persönlichkeiten, die hier zusammenkamen, veränderten durch ihre Schöpfungen das US-amerikanische Verständnis davon, was eine Komödie ausmacht, grundlegend und brachen einer neuen Etappe in den Künsten und im Theater Bahn.“

## Berühmte Gäste
Neben den Mitgliedern des Round Table empfing das Algonquin Hotel unter anderem Maya Angelou, Simone de Beauvoir, Graham Greene, Helen Hayes, Anthony Hopkins, Jeremy Irons, Jacqueline Kennedy Onassis, Angela Lansbury, Charles Laughton, Laurence Olivier, Diana Rigg, Gertrude Stein und Tom Stoppard als Gäste.
Orson Welles verbrachte seine Flitterwochen im Algonquin. Im Jahr 1950 schrieb William Faulkner die Dankesrede für die Verleihung seines Nobelpreises im Algonquin Hotel. Alan Jay Lerner und Frederick Loewe schrieben das Musical My Fair Lady (1956) im Algonquin. Der Regisseur Preston Sturges verstarb in dem Hotel.

## Galerie

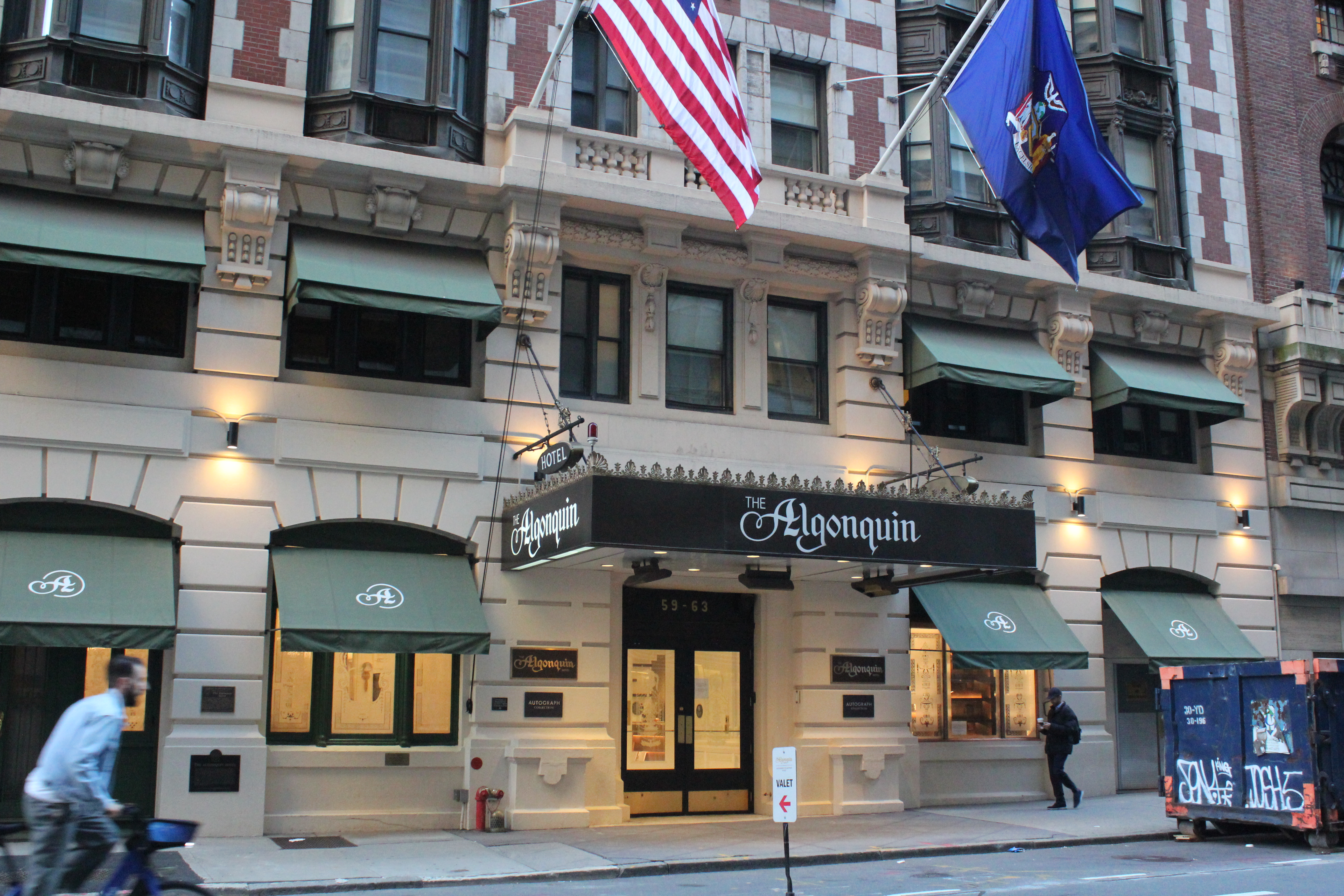
Hoteleingang im Oktober 2021
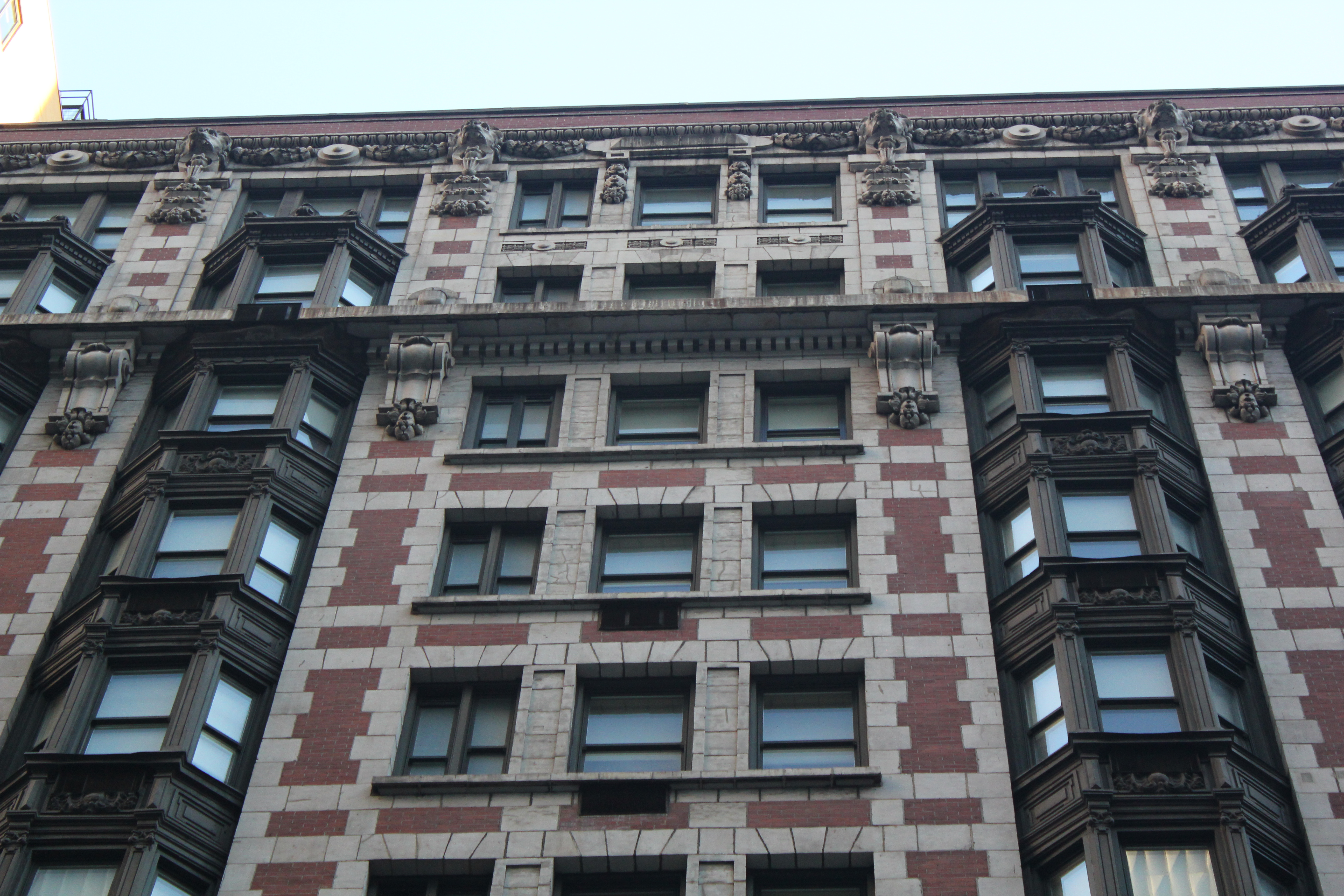
Die Fassade mit den Erkern
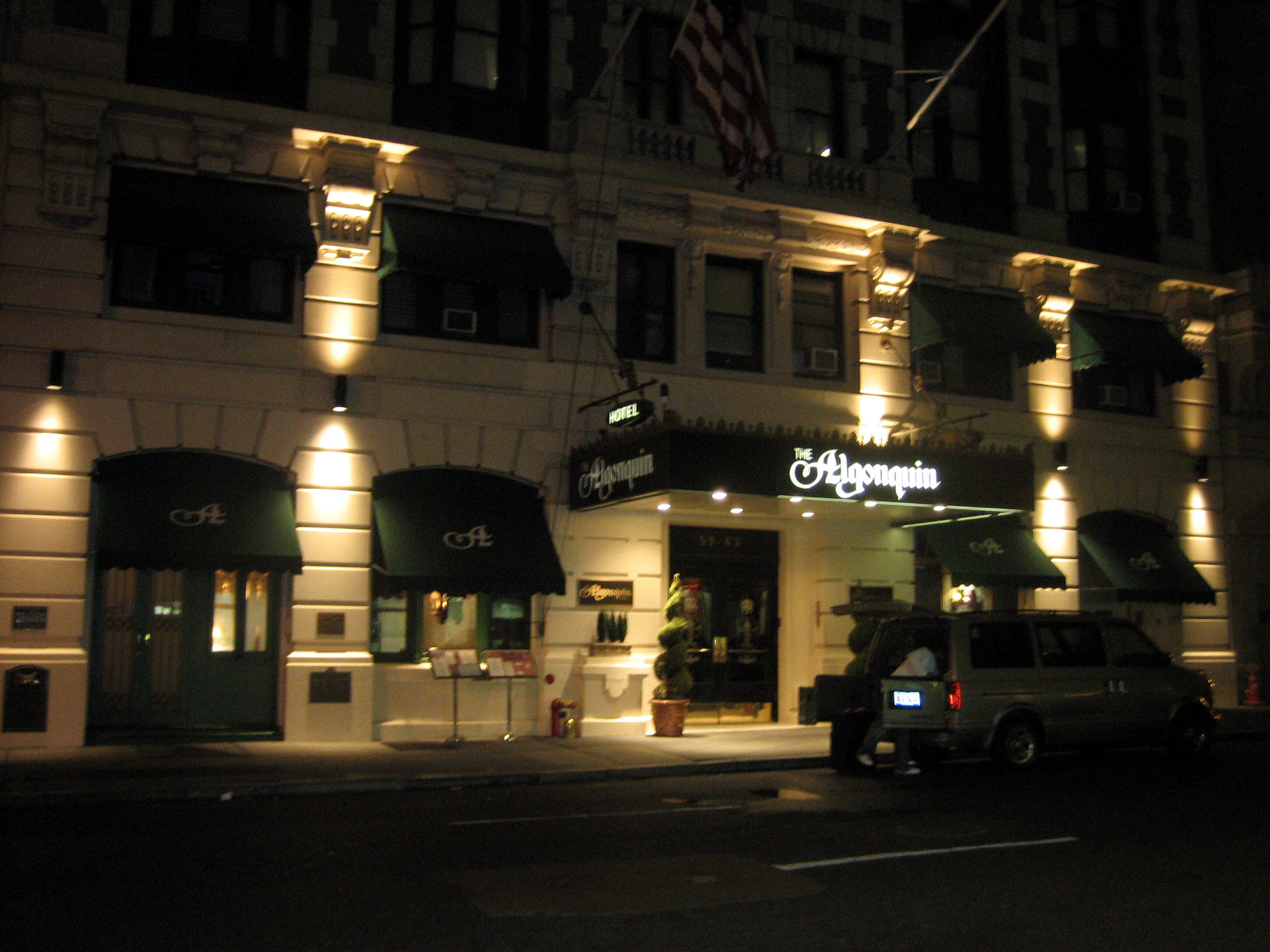
Das Algonquin Hotel bei Nacht
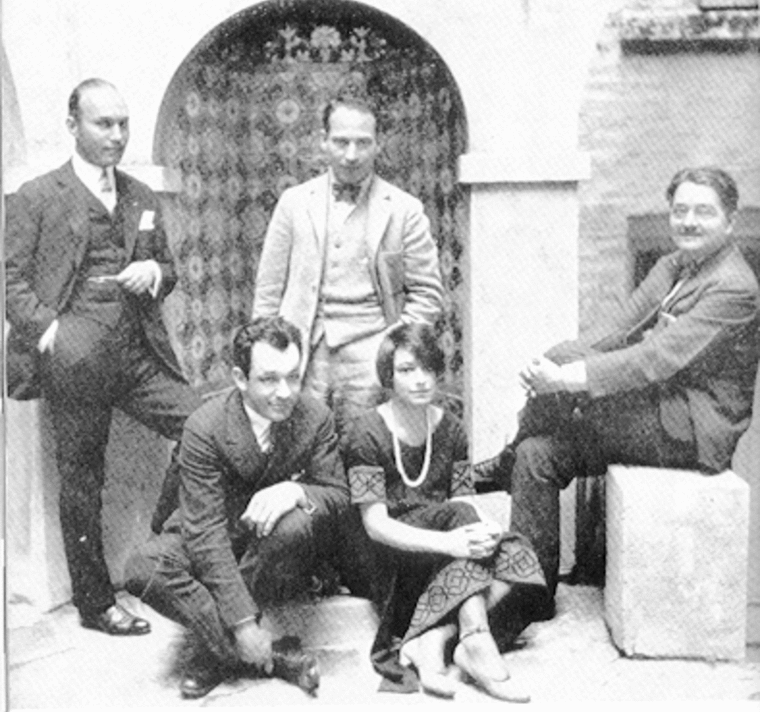
Mitglieder des Algonquin Round Table: Art Samuels, Harpo Marx, Charlie MacArthur, Dorothy Parker und Alexander Woollcott (um 1919)